# اجوکس
اجوکس (به فرانسوی: Ajoux) یک کمون در دپارتمان آردش است که در اوورنی-رون-آلپ فرانسه واقع شده‌است.

## خصوصیات
اجوکس ۱۲٫۲ کیلومترمربع مساحت و ۹۵ نفر جمعیت دارد و ۷۵۰ متر بالاتر از سطح دریا واقع شده‌است.

## نگارخانه

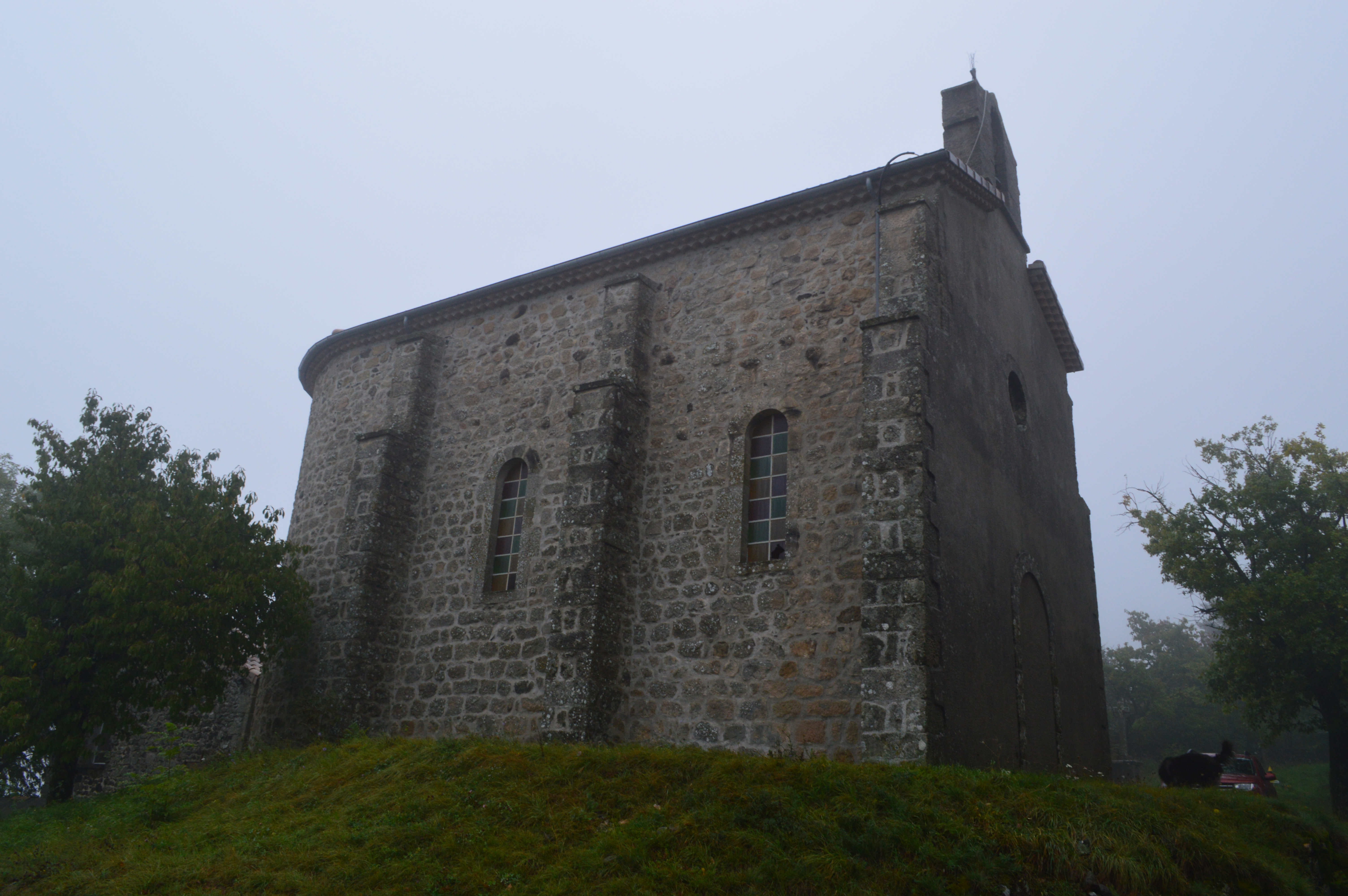
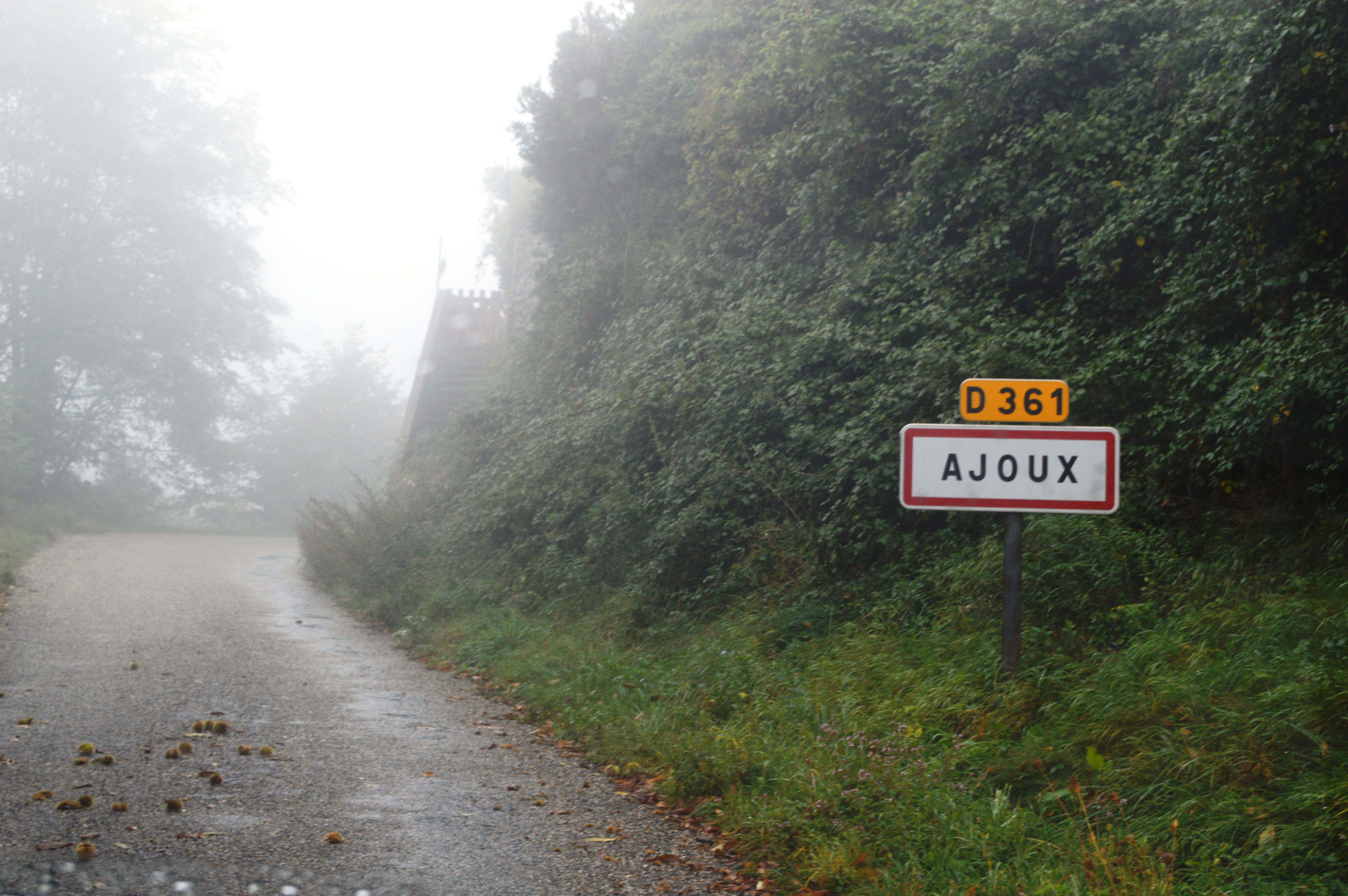
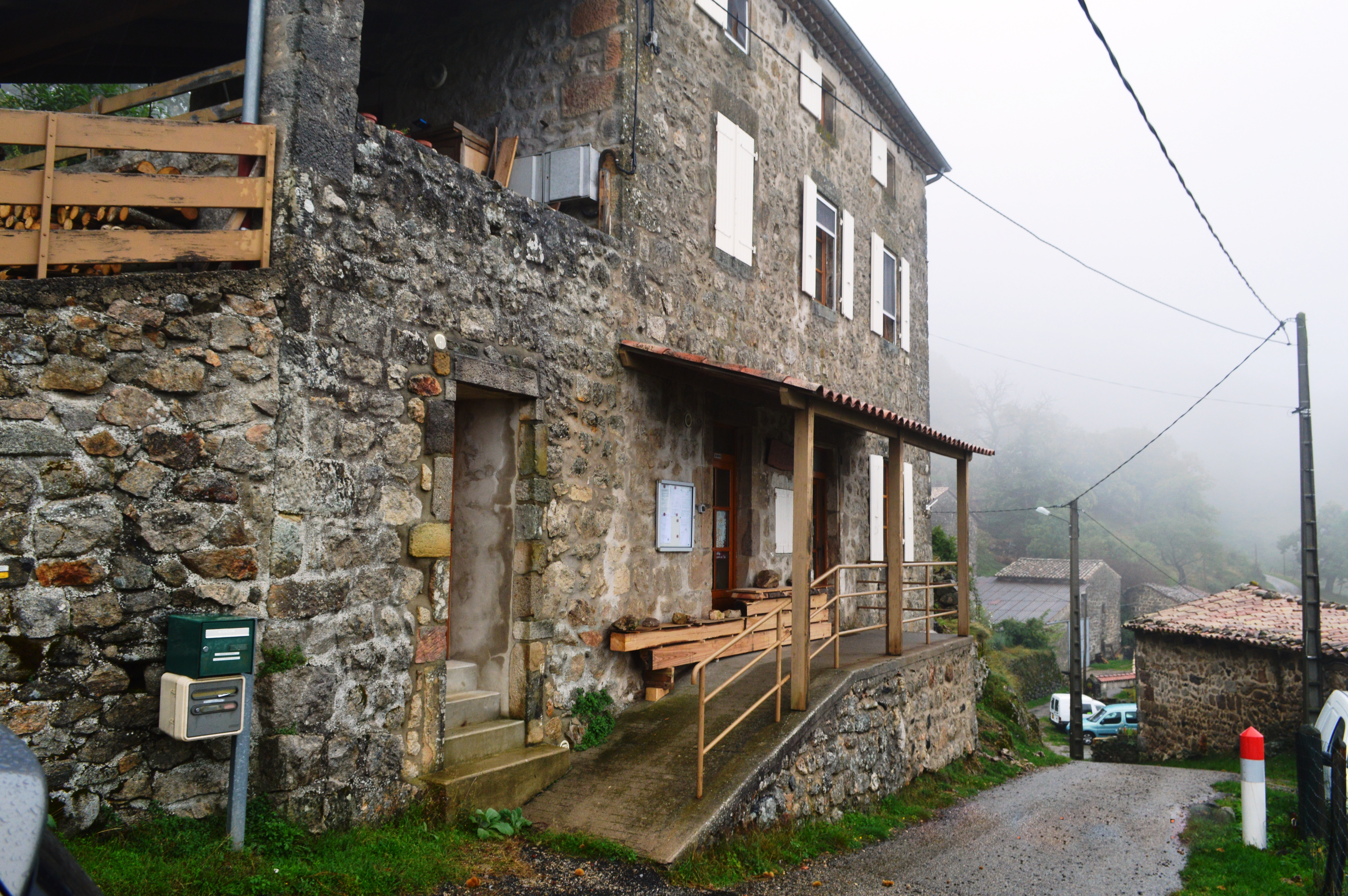
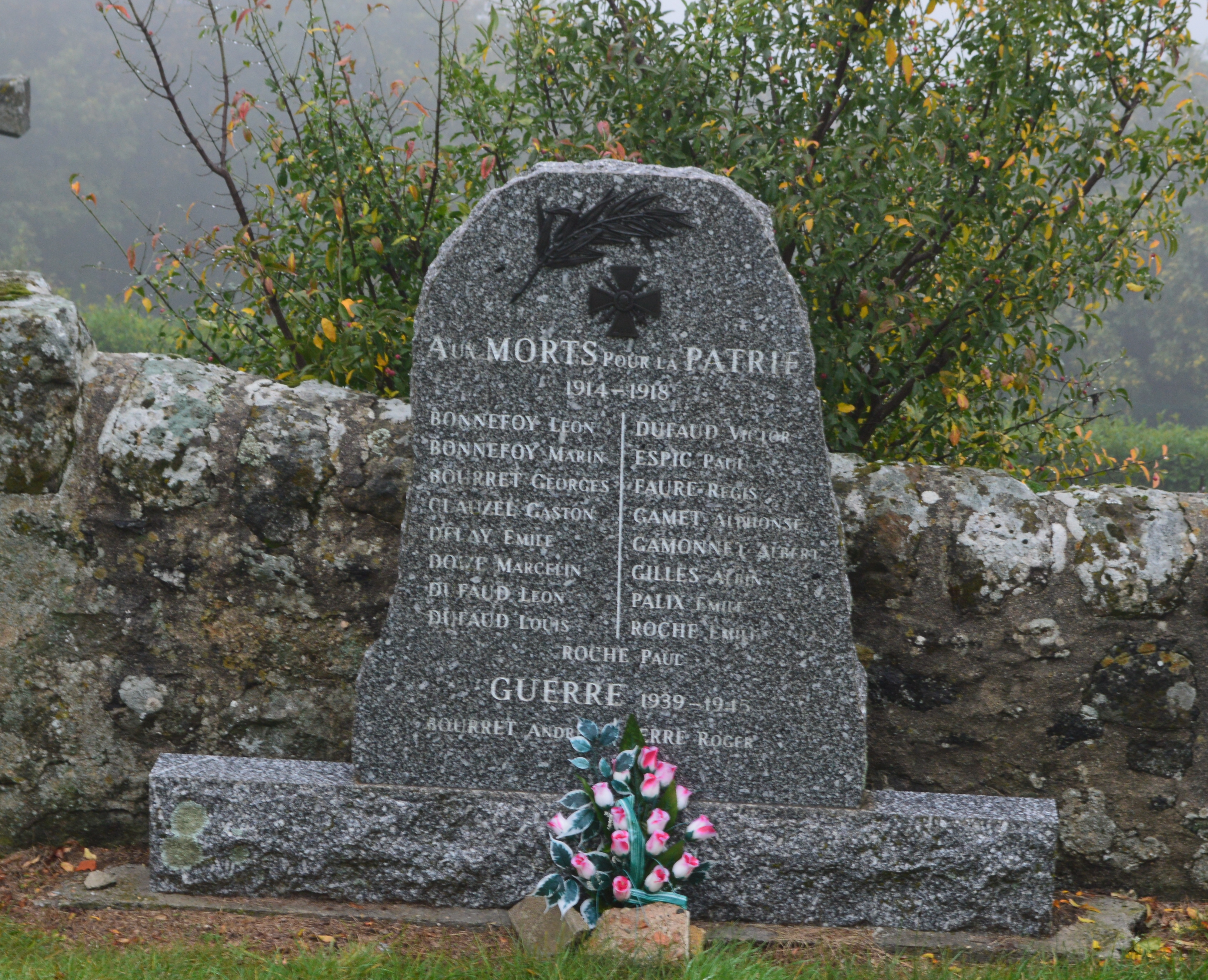